# Grindavík
Grindavík és una petita ciutat islandesa situada a la costa sud de la península de Reykjanes, a la regió de Suðurnes. La principal activitat econòmica és la indústria de la pesca, ja que és de les poques localitats d'aquesta costa que disposa de port i de l'activitat turística del complex termal Llac Blau (islandès Bláa lónið) situat a només 5 km.
El novembre de 2023, davant la intensa activitat sísmica a la zona, es va declarar l'estat d'emergència i la població va ser evacuada. El dia 18 de desembre de 2023, cap a les 22.17 hora local, la fisura Sundhnúkagígaröðin, a uns 3 km al nord de Grindavík, va entrar en erupció.

## Etimologia
El nom 'Grindavík' combina dos elements islandesos. 'Vik' que significa una entrada poc profunda, i 'Grind' que té el significat de porta o porta d'accés, possiblement referint-se a una obertura en una tanca utilitzada per controlar el moviment del bestiar.

## Geografia
Grindavík es troba al sud-oest d'Islàndia, a la costa sud de la península de Reykjanes, sobre un camp de lava que va entrar en erupció fa uns 2.350 anys des de la cadena del cràter Sundhnúkur al nord de la localitat, així com dels volcans Svartsengisfell i les fissures d'Stora Skogsfell, ambdues properes. La ciutat és un dels sis assentaments de la península que es troba sobre o a prop d'una fissura eruptiva.
En línia recta, Reykjanes es troba a 14 quilòmetres a l'oest, Hafnir es troba a 16 km al nord-oest i l'aeroport internacional de Keflavík i la ciutat del mateix nom es troben a 18 km al nord; el Llac Blau i la central geotèrmica d'Svartsengi a 4 km i Vogar a 15 km, la ciutat de Reykjavík i la seva aglomeració a uns 40 km al nord-oest.
Aquest port pesquer que s'obre a l'oceà Atlàntic cap al sud està connectat amb la resta del país per les carreteres 425 a l'oest, 43 i 426 al nord i 427 a l'est. Els habitatges s'estenen darrere del port i al centre de la població hi ha els serveis administratius, comerços i equipaments turístics.

### Patrimoni natural
A uns 4 km de la ciutat hi ha el Llac Blau que utilitza les aigües de la central geotèrmica d'Svartsengi així com el sistema volcànic Krýsuvík amb el llac Kleifarvatn.
El pont Miðlína, construït el 2002, marca el límit entre les plaques tectòniques euroasiàtica i la nord-americana. Va ser batejat en honor de l'explorador islandès Leif Eriksson.

## Història
El Landnámabók (El Llibre dels assentaments) esmenta que al voltant de l'any 934, dos colons víkings, Molda-Gnúpur Hrólfsson i Þórir Haustmyrkur Vígbjóðsson, varen arribar a la zona de Reykjanes. Þórir es va establir a Selvogur i Krísuvík i Molda-Gnúpur a Grindavík. El juny de 1627, el corsari d'origen neerlandès Jan Janszoon va dur a terme una incursió especialment agosarada a Grindavik.
Més recentment, l'origen de la localitat es remunta a la decisió d'Einar Einarsson de traslladar-s'hi per construir i dirigir una botiga l'any 1897. En aquell moment, la població de la ciutat només era d'uns 360 habitants. Però quan es va crear un d'accés més segur cap a terra, el port de Hópið, el 1939, les condicions de pesca van canviar significativament. A partir de la dècada de 1950 es va començar a produir un desenvolupament important en el sector pesquer. Grindavík va ser declarat municipi el 1974.

## Equipaments
L'UMF Grindavíkur és el club multiesportiu de la ciutat, els diferents equips juguen a l'estadi Grindavíkurvöllur.
El Saltfisksetur Íslands (Museu del Peix Salat d'Islàndia) es va inaugurar l'any 2002. Mostra la història de la producció de peix salat i la seva importància per a l'economia islandesa al llarg dels segles XIX i principis del XX en un edifici especialment dissenyat de 650 metres quadrats.

## Personatges il·lustres
- Bjarni Sæmundsson (1867-1940), naturalista.
- Sigvaldi Kaldalóns (1881-1946), metge de districte i compositor va viure a Grindavík.
- Guðbergur Bergsson (1932-2023), escriptor.
- Alfreð Finnbogason (1989), futbolista.

## Ciutats agermanades
L'any 2023 Grindavík estava agermanada amb les següents localitats:
- Ílhavo (Portugal)
- Jonzac (França)
- Penistone (Regne Unit)
- Piteå (Suècia)
- Rovaniemi (Finlàndia)
- Uniejów (Polònia)